# Толстой Михайло Михайлович (старший)
Граф Миха́йло Миха́йлович Толсто́й (рос. Михаил Михайлович Толстой; нар. 24 червня (6 липня) 1835 — пом. 15 травня 1898, Одеса, Херсонська губернія, Російська імперія) — меценат і благочинник Російської імперії, дійсний статський радник з 8 січня 1882 року, камергер Двору Його Імператорської Величності, почесний попечитель Ришельєвської гімназії.

## Життєпис
Михайло Михайлович Толстой народився 6 липня 1835 року.
З 1842 року мешкав у Одесі. Закінчив Ришельєвську гімназію. З 1855 року — на державній службі, дійсний статський радник, камергер Двору Його Імператорської Величності. Під його керівництвом був створений і понад 10 років діяв Одеський міський театр.
Займався меценатством і благочинністю. У власному маєтку в Одесі відкрив притулок для жебраків і безхатченків. Згодом створив Одеське товариство виправних притулків. Одночасно сприяв одеському товариству рятування на водах, був попечителем низки навчальних закладів, у тому числі й Ришельєвської гімназії.
Михайло Михайлович Толстой помер 15 травня 1898 року.
Був похований на Першому Християнському цвинтарі Одеси. 1937 року комуністичною владою цвинтар було зруйновано. На його місці був відкритий «Парк Ілліча» з розважальними атракціонами, а частина була передана місцевому зоопарку. Нині достеменно відомо лише про деякі перепоховання зі Старого цвинтаря, а дані про перепоховання Толстого відсутні.

## Сім'я
Михайло Михайлович був одружений з міщанкою Оленою Григорівною Смирновою, яка народила дочку та двох синів — Костянтина і Михайла.